# 37 Batalion Celny
37 Batalion Celny – jednostka organizacyjna formacji granicznych II Rzeczypospolitej.

## Formowanie i zmiany organizacyjne
Na podstawie rozkazu Ministra Spraw Wojskowych L.11069/Mob. z dnia 13 sierpnia 1921 w miejsce batalionów etapowych i wartowniczych utworzone zostały bataliony celne. 37 batalion celny powstał w granicach DOG Kraków, a zorganizowano go na bazie 6/V batalionu wartowniczego. Etat batalionu wynosił 14 oficerów i 600 szeregowych. Podlegał Ministerstwu Spraw Wewnętrznych.
Mimo że batalion był w całym tego słowa znaczeniu oddziałem wojskowym, nie wchodził on w skład pokojowego etatu armii. Uniemożliwiało to uzupełnianie z normalnego poboru rekruta. Ministerstwo Spraw Wojskowych zarówno przy ich formowaniu, jak i uzupełnianiu przydzielało mu często żołnierzy podlegających zwolnieniu, oficerów rezerwy oraz szeregowców i oficerów zakwalifikowanych przez dowództwa okręgów generalnych jako nie nadających się do dalszej służby wojskowej.
W listopadzie 1921 Ministerstwo Spraw Wewnętrznych postanowiło powołać brygady celne. 37 batalion celny znalazł się w strukturze 7 Brygady Celnej. 
Wykonując postanowienia uchwały Rady Ministrów z 23 maja 1922, Minister Spraw Wewnętrznych rozkazem z 9 listopada 1922 zmienił nazwę „Baony Celne” na „Straż Graniczna”. Wprowadził jednocześnie w formacji nową organizację wewnętrzną. 37 batalion celny przemianowany został na 37 batalion Straży Granicznej.

## Służba celna
Zgodnie z rozkazem poleskiego inspektora wojskowego granicy wschodniej z 19 października 1921, 37 batalion celny (krakowski) obsadził odcinek granicy od wsi Morocz do wsi Jaskowicze z siedzibą dowództwa batalionu w Gawrylczycach.
Odcinek batalionowy podzielony był na cztery pododcinki, które obsadzały kompanie wystawiające posterunki i patrole. Posterunki wystawiano wzdłuż linii granicznej w taki sposób, by mogły się nawzajem widzieć w dzień. W tym zakresie batalion współpracował z posterunkami i patrolami Policji Państwowej. Współpraca polegała na tym, że te pierwsze wystawiały wzdłuż linii granicznej stale posterunki i patrole, natomiast policja tworzyła je w głębi strefy, poza linią graniczną. W zakresie ochrony granicy batalion podlegał staroście.
Sąsiednie bataliony
- 33 batalion celny ⇔ 29 batalion celny – XII 1921[12]

## Kadra batalionu
Dowódcy batalionu
| stopień | imię i nazwisko     | okres pełnienia służby | kolejne stanowisko |
| ------- | ------------------- | ---------------------- | ------------------ |
| kpt.    | Bronisław Sapecki   |                        |                    |
| mjr     | Stanisław Krajewski | od X 1922              |                    |

## Struktura organizacyjna
| OdeB 37 batalionu celnego w Gawrylczycach 26 października 1921 | OdeB 37 batalionu celnego w Gawrylczycach 26 października 1921 | OdeB 37 batalionu celnego w Gawrylczycach 26 października 1921 | OdeB 37 batalionu celnego w Gawrylczycach 26 października 1921 | OdeB 37 batalionu celnego w Gawrylczycach 26 października 1921 |
| -------------------------------------------------------------- | -------------------------------------------------------------- | -------------------------------------------------------------- | -------------------------------------------------------------- | -------------------------------------------------------------- |
| kompania                                                       | 1. Morocz                                                      | 2. Wielki Rożan                                                | 3. Wieliczkowicze                                              | oddz. km                                                       |
| Ordre de Bataille 37 bc w Wielkim Rożanie1 października 1922   |                                                                |                                                                |                                                                |                                                                |
| kompania                                                       | 1. Nowy Rożan                                                  | 2. Wieliczkowicze                                              | 3. Morocz                                                      | 4. Wielki Rożan                                                |